# Als ich tot war
Als ich tot war ist ein deutscher Stummfilm in drei Akten von Ernst Lubitsch aus dem Jahr 1916. Seine Premiere erlebte der Film unter dem Zensurtitel Wo ist mein Schatz?.

## Handlung
Trotz des Protestes von Ehefrau Louise und der Schwiegermutter verbringt Ernst den Abend in einem Schachclub. Die Rache folgt, als er nachts nach Hause kommt: Die Schwiegermutter hat die Kette vorgelegt und Ernst kommt daher nicht in die Wohnung. Er entkleidet sich im Treppenhaus, wo er übernachtet und am nächsten Tag eine Hausbewohnerin bei seinem Anblick in die Flucht schlägt – die Kleider, mit denen er sich nachts noch zugedeckt hatte, sind verschwunden. Zurück in der Wohnung wird Ernst bald von seiner garstigen Schwiegermutter vertrieben. Da auch seine Ehefrau ihm schriftlich eröffnet, dass einer von beiden die Wohnung für immer verlassen muss, täuscht er schließlich Selbstmord vor: In einem Brief an seine Frau schreibt er, dass er sich umbringen werde und verlässt die Wohnung. Die nächste Zeit kostet er seine neugewonnene Freiheit aus, wird dieser jedoch bald überdrüssig.
Louise und die Schwiegermutter suchen per Anzeige einen Diener, und Ernst, der in seinem Club die Anzeige in der Zeitung liest, bewirbt sich auf den Posten. Beide stellen prompt den verkleideten Ernst ein. Der schafft es durch allerlei Tricks, den neuen Verehrer Louises aus dem Haus zu ekeln. Er selbst offenbart sich der um ihn trauernden Louise am Ende, als er die Schwiegermutter verjagt hat, und es kommt zum Happy End.

## Produktion
Als ich tot war wurde im Dezember 1915 von der Zensur beanstandet: Er erhielt ein Jugendverbot und musste in den unverfänglichen Titel Wo ist mein Schatz? umbenannt werden, unter dem er am 25. Februar 1916 seine Uraufführung erlebte.
Der Film galt bis in die 1990er-Jahre als verschollen. Robert L. Carringer und Barry Sabath vermuteten 1978, dass Als ich tot war mit dem von Louis Ralph 1915 gedrehten Stummfilm Wie ich ermordet wurde … identisch ist, was jedoch bereits in den 1980er-Jahren unter anderem wegen verschiedener Zensurdaten nicht mehr in Betracht gezogen wurde. Zu Beginn der 1990er-Jahre wurde schließlich eine fast vollständige Kopie von Als ich tot war in der Slovenska Kinoteka in Ljubljana gefunden und zum ersten Mal 1995 auf dem Stummfilmfestival Le Giornate del Cinema Muto in Pordenone gezeigt. Hier fehlt ein Stück des ersten Akts sowie das Ende mit der Versöhnung von Ernst und Paula. Es handelt sich um eine viragierte Fassung des Films, die heute wieder unter dem Titel Als ich tot war gezeigt wird.
2023 befand sich die einzige verbliebene Originalkopie in der slowenischen Kinemathek in Ljubljana.

## Kritik
Die Kritik ordnete Als ich tot war als „Farce“ ein bzw. bezeichnete den Film als „famoses Lustspiel“: „Lubitsch gibt diese Rolle in so urdrolliger Weise, daß man faktisch aus dem Lachen nicht herauskommt“.
Lubitsch wiederum sah rückblickend 1947 seine Rolle als ersten Versuch einer ernsten Hauptrolle an, die beim Publikum seiner Erinnerung nach jedoch durchfiel:

„Wie jeder Komödiant wollte ich eine ernsthafte Hauptrolle spielen, eine Art Bonvivant-Rolle. Also schrieb ich zusammen mit meinen Mitstreitern das Drehbuch zu Als ich tot war. Dieser Film wurde ein totaler Reinfall, weil mich die Zuschauer nicht in einer ernsthaften Hauptrolle akzeptierten.“